# Kalle Kalima

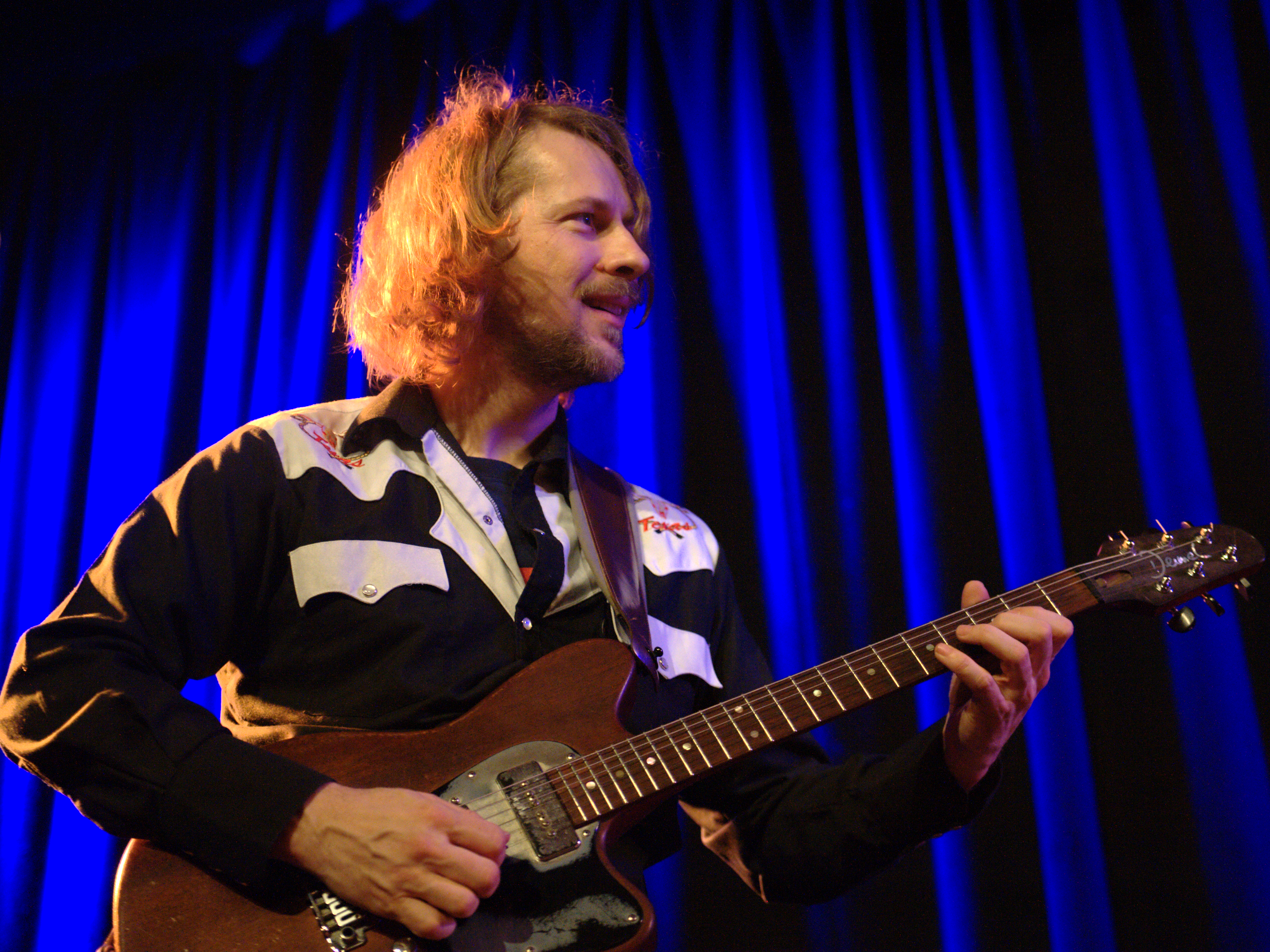
Kalle Kalima bei einem Konzert in der Bessunger Knabenschule in Darmstadt am 30. Januar 2016

Kalle Kalima (* 29. Dezember 1973 in Helsinki) ist ein finnischer Jazz-Gitarrist und Improvisationsmusiker.

## Leben und Wirken
Kalima hatte als Kind Klavierunterricht, bevor er zur Gitarre wechselte. Er studierte an der Sibelius-Akademie in Helsinki bei Raoul Björkenheim und an der Hochschule für Musik „Hanns Eisler“ Berlin bei John Schröder.
Kalima lebt und arbeitet in seiner Wahlheimat Berlin. Er arbeitete mit Musikern wie dem Trompeter Tomasz Stańko, dem Saxophonisten Juhani Aaltonen, dem Pianisten Heikki Sarmanto, den Bassisten Sirone, Teppo Hauta-aho, Carlos Bica und Ed Schuller, dem Gitarristen Marc Ducret, dem Komponisten Simon Stockhausen, der Sängerin Linda Sharrock und dem finnischen Technomusiker Jimi Tenor. Mit Christian Lillinger, Frank Möbus und Jelena Kuljić bildete er das kollaborative Quartett Kuu!, das seit 2013 drei Alben vorlegte. Weiterhin arbeitet er im Duo mit dem Pianisten Achim Kaufmann; mit dem Perkussionisten und Sampler Tatu Rönkkö bildete er das Duo Lampen, das 2024 sein zweites Album Halogen veröffentlichte.
Kalima leitet mehrere eigene Bands: 
- Das Trio Klima Kalima (mit dem Bassisten Oliver Potratz und dem Schlagzeuger Oliver Steidle) ist im Modern Jazz verwurzelt und hat bislang fünf Alben, überwiegend mit Kompositionen Kalimas, eingespielt. Die Band erhielt 2008 in Mannheim den Neuen deutschen Jazzpreis.
- Momentum Impakto (mit dem Saxophonisten Daniel Erdmann und John Schröder als Schlagzeuger) entstand um 1998 in Berlin. Die Gruppe tritt überwiegend in Deutschland auf und hat zwei Alben aufgenommen.
- Mit dem Soi Ensemble (mit Riikka Lampinen, Cello; Mikko Helevä, Orgel; Mongo Aaltonen, Schlagzeug) führt Kalima Lieder auf, die er nach Texten von Essi Kalima komponiert hat. Als Sänger wirkten Johanna Iivanainen, Eeppi Ursin und Merzi Rajala mit. Das Debütalbum der Gruppe erschien 2003.
- Das Trio Jazz Paracetics besteht aus Kalima, dem Bassisten Ed Schuller und dem Schlagzeuger Ernst Bier.
- Die Gruppe K 18 spielt freie Improvisationsmusik mit akustischen und elektrischen Instrumenten.

## Diskographie (Auswahl)
- Hippycone (mit Marc Ducret, Lasse Lindgren und Mika Kallio), 1998–2000
- Haw Haw, Monumentum Impakto, 1999
- Johnny La Marama: Johnny La Marama (mit Chris Dahlgren und Eric Schaefer), 2001
- Hyvä Bändi Livenä, Monumentum Impakto, 2002
- Pehmeä, Soi, 2003
- Klima Kalima: Helsinki on My Mind 2004
- Very Early, Jazz Paracetics, 2004
- Bica, Klammer, Kalima: A Chama do Sol, 2004
- Johnny La Marama: ...Fire!, 2006
- Koiperhonen, Soi, 2006
- Chasing Yellow Enja Records 2007
- Klima Kalima: Loru, 2010
- Klima Kalima: Finn Noir Enja-Yellowbird 2015
- High Noon 2016
- Mat Broede, Kalle Kalima, John Schröder: Where is Wedding ? 2017
- Klima Kalima: Live on Planet Berlin 2022 (mit Oliver Potratz, Oliver Steidle)[1]
- Achim Kaufmann, Kalle Kalima: Ilmonique 2024[2]